# Дилан Бронн
Дилан Бронн (фр. Dylan Bronn, араб. ديلان برون, нар. 19 червня 1995, Канни) — французький і туніський футболіст, захисник італійської «Салернітани» та національної збірної Тунісу.

## Клубна кар'єра
Народився 19 червня 1995 року в місті Канни. Вихованець юнацької команди «Канн» зі свого рідного міста. 5 квітня 2014 року дебютував за основну команду в матчі четвертого за рівнем дивізіоні Франції. Загалом у сезоні 2013/14 зіграв у трьох матчах, за результатами якого клуб через фінансові проблеми був відправлений у регіональний чемпіонат, сьомий за рівнем дивізіон Франції, де Дилан провів наступні два сезони.
Влітку 2016 року Дилан перейшов в «Ніор». Дебютував на професійному рівні 29 липня в матчі проти «Ланса» у Лізі 2. 30 вересня в поєдинку проти «Орлеана» Бронн забив свій перший гол за клуб.
Влітку 2017 року Бронн підписав контракт з бельгійським «Гентом». Сума трансферу склала 1 млн євро. 6 серпня в матчі проти «Антверпена» він дебютував у Жюпіле-лізі. 24 листопада в поєдинку проти «Мускрон-Перювельз» Ділан забив свій перший гол за «Гент». За два з половиною сезони відіграв за команду з Гента 77 матчів усіх турнірів.
3 січня 2020 року повернувся до Франції, ставши гравцем «Меца», який сплатив за його трансфер 4 мільйони євро.

## Виступи за збірну
Маючи туніські коріння по матері, Бронн вирішив виступати за збірну цієї країни. 28 березня 2017 року в товариському матчі проти збірної Марокко Бронн дебютував у складі національної збірної Тунісу, а наступного року поїхав зі збірною на чемпіонат світу 2018 року у Росії.
| Дата       | Місто         | Господарі  | Результат               | Гості                | Турнір                                      | Голи | Примітки  |
| ---------- | ------------- | ---------- | ----------------------- | -------------------- | ------------------------------------------- | ---- | --------- |
| 28-3-2017  | Марракеш      | Марокко    | 1 – 0                   | Туніс                | товариський матч                            | -    |           |
| 23-3-2018  | Радес         | Туніс      | 1 – 0                   | Іран                 | товариський матч                            | -    | 25' 45'   |
| 27-3-2018  | Ніцца         | Туніс      | 1 – 0                   | Коста-Рика           | товариський матч                            | -    | 90'       |
| 1-6-2018   | Женева        | Туніс      | 2 – 2                   | Туреччина            | товариський матч                            | -    | 76'       |
| 9-6-2018   | Краснодар     | Туніс      | 0 – 1                   | Іспанія              | товариський матч                            | -    |           |
| 18-6-2018  | Волгоград     | Туніс      | 1 – 2                   | Англія               | ЧС 2018 - 1-й етап                          | -    |           |
| 23-6-2018  | Москва        | Бельгія    | 5 – 2                   | Туніс                | ЧС 2018 - 1-й етап                          | 1    | 24'       |
| 13-10-2018 | Радес         | Туніс      | 1 – 0                   | Нігер                | Відбір до Кубка африканських націй 2019     | -    | 73'       |
| 16-10-2018 | Ніамей        | Нігер      | 1 – 2                   | Туніс                | Відбір до Кубка африканських націй 2019     | -    |           |
| 16-11-2018 | Александрія   | Єгипет     | 3 – 2                   | Туніс                | Відбір до Кубка африканських націй 2019     | -    |           |
| 7-6-2019   | Радес         | Туніс      | 2 – 0                   | Ірак                 | товариський матч                            | -    | 89'       |
| 11-6-2019  | Вараждин      | Хорватія   | 1 – 2                   | Туніс                | товариський матч                            | -    |           |
| 17-6-2019  | Радес         | Туніс      | 2 – 1                   | Бурунді              | товариський матч                            | -    | 46'       |
| 24-6-2019  | Суец          | Туніс      | 1 – 1                   | Ангола               | Кубок африканських націй 2019 - 1-й етап    | -    |           |
| 28-6-2019  | Суец          | Туніс      | 1 – 1                   | Малі                 | Кубок африканських націй 2019 - 1-й етап    | -    |           |
| 2-7-2019   | Суец          | Мавританія | 0 – 0                   | Туніс                | Кубок африканських націй 2019 - 1-й етап    | -    | 36'       |
| 8-7-2019   | Ісмаїлія      | Гана       | 1 – 1 д.ч. (4 – 5 п.п.) | Туніс                | Кубок африканських націй 2019 - 1/8 фіналу  | -    | 12'       |
| 11-7-2019  | Каїр          | Мадагаскар | 0 – 3                   | Туніс                | Кубок африканських націй 2019 - чвертьфінал | -    |           |
| 14-7-2019  | Каїр          | Сенегал    | 1 – 0 д.ч.              | Туніс                | Кубок африканських націй 2019 - півфінал    | -    |           |
| 12-10-2019 | Радес         | Туніс      | 0 – 0                   | Камерун              | товариський матч                            | -    | 83'       |
| 9-10-2020  | Туніс (місто) | Туніс      | 3 – 0                   | Судан                | товариський матч                            | -    | 45+3' 80' |
| 13-10-2020 | Абуджа        | Нігерія    | 1 – 1                   | Туніс                | товариський матч                            | -    | 12'       |
| 13-11-2020 | Радес         | Туніс      | 1 – 0                   | Танзанія             | Відбір до Кубка африканських націй 2021     | -    |           |
| 17-11-2020 | Радес         | Танзанія   | 1 – 1                   | Туніс                | Відбір до Кубка африканських націй 2021     | -    |           |
| 25-3-2021  | Бенгазі       | Лівія      | 2 – 5                   | Туніс                | Відбір до Кубка африканських націй 2021     | -    |           |
| 28-3-2021  | Радес         | Туніс      | 2 – 1                   | Екваторіальна Гвінея | Відбір до Кубка африканських націй 2021     | -    | 52'       |
| 11-6-2021  | Радес         | Туніс      | 0 – 2                   | Алжир                | товариський матч                            | -    | 25' 62'   |
| 3-9-2021   | Радес         | Туніс      | 3 – 0                   | Екваторіальна Гвінея | Відбір до ЧС 2022                           | 1    | 5'        |
| 7-9-2021   | Ндола         | Замбія     | 0 – 2                   | Туніс                | Відбір до ЧС 2022                           | -    |           |
| Усього     |               | Матчів     | 29                      |                      | Голів                                       | 2    |           |